# Lekkoatletyka na Letnich Igrzyskach Olimpijskich 1956 – bieg na 3000 m z przeszkodami mężczyzn
Bieg na 3000 metrów z przeszkodami mężczyzn podczas XVI Letnich Igrzysk Olimpijskich w Melbourne rozegrano 27 (eliminacje) i 29 listopada 1956 (finał) na stadionie Melbourne Cricket Ground. Zwycięzcą został reprezentant Wielkiej Brytanii Chris Brasher, który w finale ustanowił rekord olimpijski z czasem 8:41,2. Brasher został początkowo zdyskwalifikowany za odepchnięcie Ernsta Larsena, ale po dowołaniu cofnięto dyskwalifikację, m.in. po wyjaśnieniach Larsena, że odepchnięcie nie wpłynęło na jego bieg.

## Rekordy
|                   | Zawodnik           | Narodowość        | Czas   | Data                  | Miejsce   |
| ----------------- | ------------------ | ----------------- | ------ | --------------------- | --------- |
| Rekord świata     | Sándor Rozsnyói    | Węgry             | 8:35,6 | 16 września 1956(dts) | Budapeszt |
| Rekord olimpijski | Horace Ashenfelter | Stany Zjednoczone | 8:45,4 | 25 lipca 1952(dts)    | Helsinki  |

## Wyniki
| Poz. - pozycja |
| – rekord świata \| – rekord krajowy \| – rekord życiowy \| = – wyrównany rekord życiowy \| · – najlepszy wynik w sezonie \| = – wyrównany najlepszy wynik w sezonie \| – rekord olimpijski |
| Fn – falstart \| DNF – nie ukończył \| DNS – nie wystartował \| DSQ – zdyskwalifikowany |

### Eliminacje
Rozegrano dwa biegi eliminacyjne. Do finału awansowało po pięciu najlepszych zawodników z każdego biegu (Q).

#### Bieg 1
| Poz. | Zawodnik              | Narodowość        | Rezultat | Uwagi |
| ---- | --------------------- | ----------------- | -------- | ----- |
| 1    | Sándor Rozsnyói       | Węgry             | 8:46,89  | Q     |
| 2    | John Disley           | Wielka Brytania   | 8:46,93  | Q     |
| 3    | Ernst Larsen          | Norwegia          | 8:46,96  | Q     |
| 4    | Deacon Jones          | Stany Zjednoczone | 8:47,57  | Q     |
| 5    | Zdzisław Krzyszkowiak | Polska            | 8:48,29  | Q     |
| 6    | Horace Ashenfelter    | Stany Zjednoczone | 8:51,12  |       |
| 7    | Wasilij Własenko      | ZSRR              | 8:54,99  |       |
| 8    | Jeorjos Pepawasileju  | Grecja            | 8:55,93  |       |
| 9    | Jewgienij Kadajkin    | ZSRR              | 9:09,6   |       |
| 10   | Graham Thomas         | Australia         | 9:09,8   |       |
| 11   | Olavi Rinteenpää      | Finlandia         | 9:10,0   |       |
| –    | Frans Herman          | Belgia            | DNF      |       |

#### Bieg 2
| Poz. | Zawodnik           | Narodowość        | Rezultat | Uwagi |
| ---- | ------------------ | ----------------- | -------- | ----- |
| 1    | Eric Shirley       | Wielka Brytania   | 8:52,72  | Q     |
| 2    | Siemion Rżyszczyn  | ZSRR              | 8:53,18  | Q     |
| 3    | Heinz Laufer       | Niemcy            | 8:53,23  | Q     |
| 4    | Chris Brasher      | Wielka Brytania   | 8:54,19  | Q     |
| 5    | Neil Robbins       | Australia         | 8:55,62  | Q,    |
| 6    | Gunnar Tjörnebo    | Szwecja           | 9:02,13  |       |
| 7    | Ilkka Auer         | Finlandia         | 9:04,57  |       |
| 8    | László Jeszenszky  | Węgry             | 9:04,99  |       |
| 9    | Phil Coleman       | Stany Zjednoczone | 9:10,0   |       |
| 10   | Ron Blackney       | Australia         | 9:16,0   |       |
| –    | Eduardo Fontecilla | Chile             | DNF      |       |
| –    | Jerzy Chromik      | Polska            | DNS      |       |

### Finał
| Poz. | Zawodnik              | Narodowość        | Rezultat | Uwagi       |
| ---- | --------------------- | ----------------- | -------- | ----------- |
| 1    | Chris Brasher         | Wielka Brytania   | 8:41,35  | [ 1 ] [ 4 ] |
| 2    | Sándor Rozsnyói       | Węgry             | 8:43,68  |             |
| 3    | Ernst Larsen          | Norwegia          | 8:44,05  |             |
| 4    | Heinz Laufer          | Niemcy            | 8:44,53  | [ 4 ]       |
| 5    | Siemion Rżyszczyn     | ZSRR              | 8:44,58  |             |
| 6    | John Disley           | Wielka Brytania   | 8:44,79  |             |
| 7    | Neil Robbins          | Australia         | 8:50,36  | [ 3 ]       |
| 8    | Eric Shirley          | Wielka Brytania   | 8:57,0   |             |
| 9    | Deacon Jones          | Stany Zjednoczone | 9:13,0   |             |
| –    | Zdzisław Krzyszkowiak | Polska            | DNS      |             |